# 彭文伟
彭文伟（1925年—），男，广东中山人，中国传染病学家，曾任中山医科大学教授、博士生导师。